# الاتحاد المصري للسباحة
الاتحاد المصري للسباحة هو اتحاد رياضي مصري وهو أقدم المنظمات الإقليمية للسباحة، تأسس عام 1907.

## الرياضات
الاتحاد المصري للسباحة هو الهيئة الإدارية الرسمية المصرية لخمسة رياضات مائية وهي:
- السباحة
- الغطس
- كرة الماء
- السباحة المتزامنة
- السباحة في المياه المفتوحة[1]

## المناطق
ينقسم الاتحاد المصري للسباحة إلى سبع مناطق في جميع أنحاء مصر وهم:
- منطقة القاهرة
- منطقة الجيزة
- منطقة الإسكندرية
- منطقة القناة
- منطقة الدلتا
- منطقة دمياط
- منطقة صعيد مصر[1]

## مجلس الإدارة
أعضاء مجلس الإدارة من الرئيس ونائب الرئيس و 6 أعضاء آخرين في مجلس الإدارة.